# إي أيه موبايل
إي أيه موبايل (بالإنجليزية: EA Mobile)، هي شركة أمريكية لتطوير ونشر ألعاب الفيديو عن طريق التطبيقات التي تعمل لأنظمة الهواتف المحمولة، تأسست سنة 2004، وتقع مقرها في لوس أنجلوس بولاية كاليفورنيا الأمريكية.